# Hylarana margariana
Hylarana margariana är en groddjursart som beskrevs av Anderson 1879. Hylarana margariana ingår i släktet Hylarana och familjen egentliga grodor. IUCN kategoriserar arten globalt som otillräckligt studerad. Inga underarter finns listade i Catalogue of Life.